# Gornja Slatina (Bosanski Šamac, BiH)
Gornja Slatina naseljeno je mjesto u sastavu općine Bosanski Šamac u Republici Srpskoj Bosni i Hercegovini.

## Stanovništvo
| Gornja Slatina     |                |                |                |
| godina popisa      | 1991.          | 1981.          | 1971.          |
| Srbi               | 1317 (96,76 %) | 1947 (94,74 %) | 2073 (98,24 %) |
| Hrvati             | 3 (0,22 %)     | 8 (0,38 %)     | 6 (0,28 %)     |
| Muslimani          | 0              | 21 (1,02 %)    | 17 (0,80 %)    |
| Jugoslaveni        | 28 (2,05 %)    | 55 (2,67 %)    | 8 (0,37 %)     |
| ostali i nepoznato | 13 (0,95 %)    | 24 (1,16 %)    | 6 (0,28 %)     |
| ukupno             | 1361           | 2055           | 2110           |

Iz sastava Gornje Slatine izdvojeno je samostalno naseljeno mjesto Gajevi u popisu iz 1991. godine.

## Vanjske poveznice
- glosk.com: Gornja Slatina  Arhivirana inačica izvorne stranice od 30. rujna 2007. (Wayback Machine)